# はじめしゃちょー
はじめしゃちょー（1993年〈平成5年〉2月14日 - ）は、日本の男性YouTuber。個人事務所であるハジメーン株式会社代表取締役。富山県砺波市出身。UUUM所属。本名は江田 元（えだ はじめ）。愛称は、はじめん、しゃちょー、もやしなど。血液型はAB型。

## 来歴

### 生い立ち
1993年2月14日、富山県砺波市にて出生。元気でいてほしいとの意向から「元」と名付けられた。
自身は動画内で中高生の頃は生徒会で副会長を務めたことがあり、学校では「グループ内の端っこにいるタイプだった」と、語っている。
動画を撮るのは高校時代から好きで、友人と遊び感覚で「ズボンを穿いたままパンツを脱ぐ動画」などを撮影していた。
富山県立高岡西高等学校時代はバスケットボール部の活動に打ち込んでいたため、大学受験期まで成績は良くなかったが、当時交際していた恋人が推薦入学で茨城大学への進学を決めたため、1日10時間ほどの受験勉強を始め、模試で校内1位を出すまでになった。しかし、センター試験本番で模試より150点低い点数を出したため、高校教員からの薦めで第一志望ではなかった静岡大学に進学。その後、恋人と別れたことをきっかけに「自分のために何かをしよう」という思いで大学1年生の春休みに友人とYouTubeへの動画投稿を始めた。

### YouTube開始後
2012年3月、大学の同級生と動画チーム「はじめカンパニー」を組み、YouTubeへ動画投稿を開始。初めて投稿した動画の再生回数は12回だった。その後個人チャンネルを開設し、名前も「はじめ社長」から「はじめしゃちょー」へ改名。
2013年9月から2014年3月までイギリス（EFオックスフォード校）へ語学留学、帰国後の2014年4月1日にUUUMへの所属を発表した。
2015年6月、YouTube JapanのテレビCM「好きなことで、生きていく」に出演。これに伴い『週刊少年ジャンプ』や渋谷109に全面広告が掲載されるなど、YouTube以外の媒体での出演も増加した。テレビCMの撮影日と大学の教育実習の日程が重なり、悩み抜いた末「人生は一度きりだからおもしろい方に行こう」と動画の世界で生きていくことを決めたと語っている。
2016年3月、静岡大学教育学部を卒業。
2016年3月、Youtubeチャンネル登録者数が285万人に到達したと同時に2位のHIKAKINを抜き日本のYoutuberのチャンネル登録者部門で日本一になった。はじめは20年8月にこれまで登録者数を非公開にしていたキッズラインに抜かれ、現在は海外向けのショート動画がYoutuberに台頭しているのもあって10位。
2017年2月、有料ファンサイトである「はじメーノ」を開設。
また、同年には動画を視聴したとみられる女性からストーカー被害に遭う。この女性は11月にはじめしゃちょーの自宅に押し掛け、警察からストーカー規制法に基づく付き纏い禁止命令を受けた。しかし12月にも同宅に押し掛け、玄関から無断で室内に侵入したため、同法違反および住居侵入の疑いで逮捕された。なお、女は同年2月にてつや（東海オンエア）にストーカー行為をしたとして逮捕されていた。
2020年11月に自身の仕事の多忙などの理由から、静岡から東京に拠点を移す事を公表した。
2020年11月1日、兼ねてより進撃の巨人の愛読者であった彼は、「はじめしゃちょー2」にてテレビアニメ版の実況動画を解説。YouTubeやアニメ運営会社と正式にライセンスを取得し、公式アニメ実況チャンネルとして毎回配信している。
2021年8月、約6年間住み続けてきたマンションから新たな住居へ引っ越しすることを公表。マンションの大家にも引っ越しする意向を伝えた。同月28日公開の動画にて、海岸沿いにある4階建ての住宅を約3億円で購入したことを発表した。なお、この住宅の購入は2年前から検討していたという。
2021年12月23日、夕刻から、1000万人カウントダウンの生配信を放送した。YouTubeでいわゆる「投げ銭」機能にあたるスーパーチャットも解禁した。1000万人達成を迎え、「安心というか…登録って動画を観るとかじゃなくて『はじめしゃちょーをこれからも観たい』と思ってくれる行為だから。なんだろう…嬉しいですね」と感極まって涙した。マルチクリエイター型のYouTuberとしては、国内では9月に1000万人を突破したHIKAKINに続き個人では、2人目の快挙となる。
2022年1月10日、自身のチャンネルにて休養ならびに準備期間を設けることを理由にメインチャンネルの投稿を当面の間休止することを発表。同年1月28日より、2週間の休養を経て動画の投稿を再開。
2023年9月4日、メインチャンネル単独で総再生数が100億を突破した。
2024年5月3日、ショートで投稿した「顔面水槽がブサイクすぎるwwwww」が海外（インドネシア・インドほか）を中心に再生数が急激に増え、5月12日では1日で1600万回再生、以降も1日1000〜2000万回再生が続き、5月17日でわずか2週間で1億再生を達成。これははじめが23年で日本国内で再生していた動画を2週間で遥かに上回る結果となった。2025年8月現在は1.5億回再生高評価451万。またHIKAKINらYouTuberも動画にしている「カウンター動画」でも5月23日に公開された動画は「再生数1.3億回・高評価440万」5月29日に公開された同様の動画は「6954万回再生・高評価164万」と「顔面水槽」と同様海外を中心に再生数が増え、はじめのショート動画にははじめが一切日本語を喋らず英語のみで喋る動画もあり、国内のみならず海外でも現在はショートで再生数を多くとっている。
2024年12月30日に、MV「遠い日」を投稿。はじめが歌唱している後ろでは、はじめが投稿した今までの動画がスライド方式で映り、その動画の中にははじめと共演しているワタナベマホトの姿もあった。

### ハジメーン株式会社
ハジメーン株式会社は、富山県砺波市に所在する個人事務所である。度々本人の口から所在が語られるほか、寄付の際の振込人名義や富山県出身の力士である朝乃山への懸賞などの名義などで確認される。なお、懸賞金が「ハジメーン」名義なのは個人での懸賞の申し込みができないためであるという。

## 人物
YouTubeに個人チャンネル2つ、グループチャンネル2つの計4チャンネルを持ち、メインチャンネルでは実験、ドッキリ、質問への回答、商品紹介など多岐に渡るジャンルの動画を投稿。
メインチャンネルの2025年現在のコーナー企画
- 心霊スポット・事故物件などのホラー系（2012年9月14日 - ）
- 24時間〇〇生活（2021年7月18日 - ）- 3時間ごとにサイコロを振って出た目によってサポートが受けれるシステムがある[動画 15]
- 骨エンド（2021年7月25日 - ）- ショートのみ。骨化するのは全回またぞう。
- 3億円→4億円→5億円の豪邸シリーズ（2021年8月28日 - ）- 主にはじめが現在住んでいる家に関しての修繕・改造。[動画 16]また、2023年7月には「セキュリティー強化」「家中の照明」「エレベーター」「撮影部屋」など6箇所に修繕・改造をしその改造工事費が「1億37万8839円」となった事で「4億円の家」になり、2025年3月に映画館を作った際では総額1億円かかり、現在はじめの家は「5億円の豪邸」となる。

サブチャンネル（はじめしゃちょー2）では日常の小ネタ、ゲーム実況、趣味の遊戯王カード、企業とのタイアップ動画などを中心に取り扱っている。2018年に開設したチャンネル「はじめしゃちょーの畑」では、主なメンバーとの日常動画や大人数での動画を取り扱っており、2021年には畑のセカンドチャンネル「やさい倉庫」を開設している。
思い切った動画を投稿するようになったのは、しつけが厳しく遊びが抑圧されることが多い家庭に育った反動だという。
一人称は「おいら」「僕」「俺」「私（わたくし）」を場合によって使い分けている。

### 影響力
YouTubeの他にXのフォロワー数が日本国内6位となっている。マツコ・デラックスは「マツコ会議」にて7年来のファンであることを2020年での対談で明かしている。「ななにー 地下ABEMA」のロケで5億円の豪邸を訪れた香取慎吾も「この家ゲットしたの見てる。この家の前の家から見てる。唯一見てるYoutuber。」と発言。
自身の影響力を活かして大人数参加型の企画を行うことも多く、2015年には横浜市金沢区が行ったイベントにて740名の参加者を募集し、だるまさんがころんだの最大参加人数ギネス世界記録を更新した。また、企業などから依頼を受けたことによる商品レビュー動画の投稿や、イベント、キャンペーンへの参加も頻繁に行っている。
一方で、自宅に視聴者が押しかけることに悩まされ引っ越しを繰り返す羽目になったり「アメリカに3年間留学する」という視聴者に対するドッキリ動画を投稿したところ真に受けたニュースサイトで取り上げられてしまうといったトラブルも起きており、これ以外にも「ニベアクリームの無駄遣い」「ゴルフクラブの破壊」「壊れたジャンク品のパソコンを天ぷらにする」となどといった理由で炎上したこともある。
危険なことは視聴者が真似しないようテロップを入れ、法律の範囲内で動画を撮っているものの、後に問題があると判断した動画は非公開にしていると語っている。

### 社会貢献
2020年5月23日、新型コロナウイルスの感染拡大を受け、同じくYouTuberであるHIKAKINがYahoo!基金と共同で開設した「コロナ医療支援募金」に賛同し1000万円を募金したことを報告した。HIKAKIN自身が1億円を募金していることを受け、「僕も1億募金しようと思ったんですが」と前置き、現状すぐに入金できる金額が1,000万円であったため、今回はその額での募金となったと明かした。動画の中では募金の難しさについて触れ、医療従事者への支援が第一と念頭に置きつつも、新型コロナウイルスによる経済、社会的被害を鑑みて「この後が大事なのかと思ってます」と自身の考えを述べた。
2024年には令和6年能登半島地震への義援金として、富山県に300万円を、「被災地全体に」として日本赤十字社に200万円をハジメーン株式会社名義で寄付をしている。

### 不祥事
2017年3月、動画配信活動を行っている「みずにゃん」がはじめしゃちょーの二股疑惑を暴露し、同じ事務所のUUUMに所属している木下ゆうかと交際していたことも発覚した。その他、モデルの女性を家に泊めたことで交際関係を疑われている。その後二股疑惑を認める動画を公開（モデルの女性との交際は否定）。同年3月30日、ファンクラブサイト上で活動休止を発表。5月12日にYouTubeでの活動を再開した。活動再開後は、はじめ本人から自ら自虐ネタとして度々この話題が上がる。
2020年2月4日、「日本で1番ヤバい心霊スポット。慰霊の森に行きました」というタイトルの動画を投稿。動画の内容が1971年（昭和46年）に発生した全日空機雫石衝突事故の犠牲者を追悼する「慰霊の森」（岩手県雫石町）を「心霊スポット」として紹介するものだったため批判が相次ぎ、2月6日、Twitterで動画を非公開にしたことを報告。「不快に思われた方、申し訳ありませんでした」と謝罪した。
2021年2月17日に投稿した動画内で、自宅前の道路を法定速度以上のスピードで運転をしていたところを警察に捕まり反則切符を切られたことを公表した。それまでは5年間無事故無違反のゴールド免許だったことも公表している。

## はじめしゃちょーの畑
2018年5月2日より、はじめしゃちょーの新たな関連チャンネルとして『はじめしゃちょーの畑』が開設された。

### 概要
主にはじめしゃちょーとその友人や後輩達との日常の出来事や、大人数での企画などを動画にしている。同チャンネルでは一つの企画を一本の動画として投稿するのではなく、日常の風景やその日の動画のサムネイルになっている大元の企画などの複数の動画を繋ぎ合わせて一本の動画にしていたり、YouTubeに公開される一本の動画の再生時間がはじめしゃちょーのメインチャンネルと比較すると平均10分前後と長かったりと、従来のグループYouTuberとは異なる動画構成となっている。
撮影は基本的に2018年まではじめしゃちょーのメインの撮影部屋兼自宅として使用していた静岡市内のマンションの一部屋を『畑』発足と同時に『はじめアミューズメントパーク【通称:HAP（ハップ）】』と称して使用し撮影を行っており、それに伴いはじめしゃちょーはメインチャンネルの撮影部屋を同マンションの隣の部屋を契約し移転することとなった。
のちにはじめしゃちょーが2021年に当時3億円の新居を購入・撮影拠点を移し、畑の撮影も同じ建物で一元化することに伴い、2023年10月をもって契約終了・退去した。
これまでのはじめしゃちょーのメインチャンネルやサブチャンネルとは異なり、はじめしゃちょーが中心となっているのみならず他のメンバーが中心となって動画が撮影されている場合もある。その際はじめしゃちょーはメインチャンネルの撮影や東京などの遠方での仕事のため、登場しないケースが多い。一時期はメンバー間のローテーションで休日制を導入し、この間は常駐メンバーも休みの場合は動画に登場しなかった。また、2021年4月から一時期はメンバーのうち1名が交代ではじめしゃちょーのメインチャンネルのアシスタントにまわっており、当該メンバーはその期間は登場が少なかった。

### 来歴

#### 『畑』時代第1期
2018年5月2日に開設し、はじめしゃちょー、だいちぃ、やふへゐ先生、たなっちの4人で始動。同年7月30日の動画よりトマトクンがレギュラーに加入。
2019年7月4日の動画より、オーディションで選ばれたテツヤ（凸）がレギュラーに加入。同時期に、同オーディションの最終選考で落選となったまたぞうが裏方として不定期に出演し始める。
2020年1月より、メンバーのテツヤが「凸（とつ）」に改名。改名の理由に、YouTuberのてつや（東海オンエア）がおり、イベントなどで区別がつきにくかったことを上げている。
2020年4月より、新型コロナウイルス感染拡大防止のためHAPに滞在する人数を基本的に3人までとし残りのメンバーは自宅待機、必要に応じてLINEのグループ通話を用いたリモート出演や一人ずつ入れ替わりでHAPに出入りをするという措置を取ることとなった。その後『普段の外出を含めた行動は自宅とHAPとの往復のみ』『メンバー以外の不特定多数とは日頃接触していない』などの理由から、徐々に人員削減を緩和していくことがはじめしゃちょーより発表された。
2020年5月10日公開の動画にて、メンバーのだいちぃがレギュラーを脱退し、YouTube業界から引退する事を発表。目的としては本人曰く「他にやりたいことが出来た」とのことで、他にも結婚を視野に入れた今後の人生やYouTuberとして生活が困難になったことなどを挙げている。発表後は個人で就職活動を行っていたことから動画への出演が少なくなり、同年7月26日投稿の動画がレギュラーでの最後の出演となった。

#### 『畑』時代第2期
2020年8月1日、約1週間の休業期間を経て、5人体制となる新たな『畑』が始動。これまで2年間使用してきたOPタイトルバック、各字幕テロップ、場面転換アイキャッチなどがリニューアルされた。
2021年4月6日公開の動画にて、同月23日までチャンネルリニューアルの準備に伴い、当面の間動画投稿を休止することを発表。

#### 『フラべジ』時代
2021年4月23日公開の動画にて、チャンネル名を『はじめしゃちょーの畑』から『フラベジ』に改題し、大幅なリニューアルを行った。また、オーディションで選ばれたトゥイとエッチェロの2名ならびにこれまで裏方・準レギュラーだったまたぞうがレギュラーに昇格し、計3名がレギュラーメンバーに加入した。
2021年5月2日公開の動画にて、新メンバーの1人であるエッチェロが本人の意向により、僅か2日（動画上では約1週間）でグループから脱退した。
2021年6月より、日常生活での映像やゲーム動画中心のセカンドチャンネルとして『やさい倉庫』が開設された。
2021年7月22日公開の動画にて『フラべジ夏の強化期間』と題してメンバーの役割が一部変更になったことがはじめしゃちょーから公言され、さらに今後はだいちぃの脱退後に不在となっていたリーダー並びに総監督をやふへゐ先生が務めることが発表された。

#### 『畑』時代第3期
2021年10月1日公開の動画にて、チャンネル名が『フラベジ』から再び『はじめしゃちょーの畑』へと戻り、動画の趣向や編成ならびに各メンバーのイメージカラー等が元に戻された。さらに、2020年7月に一度グループを脱退しただいちぃが1年2ヶ月ぶりにレギュラーメンバーに復帰した。
2022年3月6日公開の動画にて、メンバーのトマトクンが同年3月をもって卒業することが発表された。なお、卒業の理由に関して同日に投稿されたはじめしゃちょーのメインチャンネルの方で明かされている。
2022年12月11日公開の動画にて、メンバーの凸が韓国への留学を理由に、2023年3月をもって卒業することが発表された。
2023年3月11日公開の動画にて、メンバーの凸が卒業した。
2023年12月8日公開の動画をもって、『畑』の無期限活動休止を発表した。なお、はじめしゃちょーのメインチャンネルや各メンバーの個人チャンネルでの活動は継続する。

#### 『畑』時代 活動休止期間
前述の通り形式上は『活動休止』ではあるものの、はじめしゃちょー持ち込みの大食い企画やメンバー個人の近況報告などの発信場所として不定期ながらも動画が更新されている。

### メンバー

#### レギュラーメンバー
『はじめしゃちょーの畑』は、基本的に以下のメンバーを中心として構成されている。
| 名前                              | 生年月日（年齢）      | 血液型 | 出身地   | 身長  | 本名                               | メンバーカラー |
| --------------------------------- | --------------------- | ------ | -------- | ----- | ---------------------------------- | -------------- |
| はじめしゃちょー                  | 1993年2月14日（32歳） | AB型   | 富山県   | 186cm | 江田 元（えだ はじめ）             | 赤             |
| やふへゐ先生 （ようへいせんせい） | 6月25日（年齢非公表） | A型    | 富山県   | 168cm | 釣田 洋平（つりた ようへい）       | 黄             |
| だいちぃ                          | 1993年2月25日（32歳） | A型    | 静岡県   | 165cm | 中野 大地（なかの だいち）         | 青             |
| たなっち                          | 1995年6月27日（30歳） | A型    | 埼玉県   | 166cm | 棚澤 龍昇（たなざわ りゅうしょう） | 桃             |
| トゥイ                            | 1998年1月6日（27歳）  | B型    | 鹿児島県 | 183cm | 小河 透生（おがわ とうい）         | 水色           |
| またぞう                          | 1993年7月18日（32歳） | O型    | 静岡県   | 178cm | 木俣 祐介（きまた ゆうすけ）       | 紫             |

#### 元レギュラーメンバー
| 名前       | 生年月日               | 血液型 | 出身地   | 本名                         | メンバーカラー |
| ---------- | ---------------------- | ------ | -------- | ---------------------------- | -------------- |
| エッチェロ | 非公表（加入当時20歳） | 不明   | 東京都   | 千葉 大成（ちば ひろなり）   | 水色           |
| トマトクン | 1995年6月10日（30歳）  | AB型   | 神奈川県 | 清水 智貴（しみず ともたか） | 黄緑           |
| 凸（とつ） | 1995年5月12日（30歳）  | B型    | 広島県   | 縄稚 哲也（なわち てつや）   | 橙             |

#### 準レギュラー
レギュラーメンバーではないものの、動画に出演する頻度の高い者を順に掲載する。
| 名前               | 生年月日               | 血液型 | 出身地 | 本名                               | メンバーカラー |
| ------------------ | ---------------------- | ------ | ------ | ---------------------------------- | -------------- |
| けんすけ           | 1997年11月3日（27歳）  | B型    | 静岡県 | 上村 健介（うえむら けんすけ）     | 黒             |
| つる兄（つるにい） | 2000年2月5日（25歳）   | A型    | 愛知県 | 今井 龍汰（いまい りゅうた）       | 黄             |
| 柴田 将平          | 1990年1月2日（35歳）   | O型    | 千葉県 | 同じ                               |                |
| サワべ             | 2000年5月12日（25歳）  | O型    | 静岡県 | 非公表                             | ピンク         |
| ゴッチ             | 1990年10月22日（34歳） | O型    | 静岡県 | 松浦 ゆうご（まつうら ゆうご）     | 紫             |
| たて面（たてめん） | 2000年12月29日（24歳） | O型    | 静岡県 | 稲垣 たかまさ（いながき たかまさ） | 茶             |

#### スタッフ
はじめしゃちょーの畑のスタッフ｡
| 名前     | 生年月日       | 血液型 | 出身地 | 本名                   | メンバーカラー |
| -------- | -------------- | ------ | ------ | ---------------------- | -------------- |
| はじめ弟 | 1996年??月??日 | 不明   | 富山県 | 江田 健（えだ たける） | 灰             |

## 出演

### テレビ番組
- おはスタ (2014年10月29日 - 2023年2月8日、テレビ東京)
- はに丸 おすすめ 春の番組！「昔しりとり」(2015年4月24日、NHK)
- ザッツ！紅白宣伝部（2015年12月25日、NHK総合）
- NHK紅白歌合戦（2015年12月31日、NHK総合）[46][47]
- ハイ ポール (2016年6月2日、30日、フジテレビ)
- みんなでつくる『みんチャン!』（2016年7月5日 - 12月27日、TOKYO MX）[48]
- しぞーかクエスト(2017年2月8日、静岡朝日テレビ)
- 探検バクモン (2018年1月31日、NHK)
- のぞき見ドキュメント 100カメ (2019年8月21日、NHK)
- ウチのガヤがすみません!（2019年11月20日、日本テレビ）※フィッシャーズのシルクロードと共演
- ノブナガなんなん？ (2019年12月29日、テレビ朝日)
- スッキリ (2020年2月24日、5月1日、7月24日、日本テレビ)
- 遊戯王SEVENS 7つの魅力を徹底解説SP (20203月28日、テレビ東京)
- マツコ会議（2020年5月30日、2021年1月9日、日本テレビ)
- さんまのまんま (2020年6月19日、フジテレビ)
- ポケモンの家あつまる？ (2020年7月19日 - 2022年2月13日、テレビ東京)
- AKB48チーム8のあんた、ロケロケ!ターボ #52（2020年8月28日、テレ朝チャンネル1）[49]
- 金曜プラチナイト (2020年9月18日、25日、日本テレビ)
- 全国高等学校クイズ選手権（2020年12月11日、日本テレビ）
- 音が出たら負け（2020年8月14日、2021年2月10日、日本テレビ）
- 有田Pおもてなす (2021年1月16日、NHK)
- クイズ！あなたは小学5年生より賢いの？ (2021年6月18日、日本テレビ)
- 突然ですが占ってもいいですか？（2021年12月22日、2022年1月19日、2022年2月13日、フジテレビ）[50]
- 遊戯配信（2022年4月6日 - 、TOKYO MX）
- あなたは小学5年より賢い？ (2022年8月5日、日本テレビ)
- 最新作公開記念『ソニック・ザ・ムービー』地上波初放送！ (2022年8月19日、テレビ東京)
- 超絶限界〜ソコまで見せる！？大百科〜 (2022年10月5日、2023年1月21日、フジテレビ)
- ポケモンとどこいく！？ (2022年10月9日 - 11月27日、テレビ東京)
- 爆問×伯山のさルール！ (2022年12月6日、テレビ朝日)
- サラメシ (2022年12月22日、NHK)
- 12月27日よる6時は超絶限界ゴールデン3時間スペシャル！ (2022年12月25日、フジテレビ)
- 逃走中  (2022年12月31日、2023年12月31日、フジテレビ)
- 発掘！夢サウナ (2023年1月4日 - 3月29日、テレビ東京)
- 超絶限界 風磨&ニューヨーク傑作選 (2023年1月7日、フジテレビ)
- 逃走中×FNS27時間テレビ (2024年7月21日、フジテレビ)
- 「逃走中」×「新しいカギ」コラボSP（2024月11月24日、フジテレビ）

### テレビドラマ
- 親愛なる僕へ殺意をこめて（2022年10月5日 - 11月30日、フジテレビ） - サトル 役[51]
- 何かおかしい2 (2023年6月13日、テレビ東京) - 本人 役
- こんばんは、朝山家です。 第3話（2025年7月27日、朝日放送テレビ・テレビ朝日） - 本人 役[52]

### インターネットテレビ
- しぞーかクエスト(2017年1月13日、SunSetTV)
- 72時間ホンネテレビ（2017年11月3日、AbemaTV AbemaSPECIAL）
- P-Sports〜目指せ、ポケモンバトルマスター!〜（2018年1月24日 - 6月9日、2019年1月24日、AbemaTV ウルトラゲームス） - P-Sports四天王[53]
- P‐Sports外伝はじめしゃちょーのアメリカ･ブラジル縦断 ポケモン武者修行旅 (2018年4月7日、AbemaTV)
- 那須川天心にボクシングで勝ったら100万円(2019年5月1日、AbemaTV)
- 極楽とんぼのタイムリミット(2019年12月8日、AbemaTV)
- THE MATCH 2022 （2022年6月19日、AbemaTV）
- 放課後ポケモン研究部(2022年12月8日 ‐ 2023年8月12日、AbemaTV)
- 今日、好きになりました。(2023年11月19日、AbemaTV)
- ななにー 地下ABEMA （2025年7月27日、8月3日、AbemaTV）

### 映画
- スクールアウトサイダー（2017年8月31日公開）[54]※特別出演
- 映画 妖怪学園Y 猫はHEROになれるか （2019年12月13日公開）※声の主演
- 明日、キミのいない世界で（2020年1月10日公開）※友情出演[55]

### Webドラマ
- はじめしゃちょーも変身!?スライム攻撃!!／電脳戦士ライオット第3話『変異』(2016/03/11) - 本人役[56]
- The Fake Show（2018年12月12日 - 2019年2月13日）- しょーたろー / 偽しょーたろー 役 ※主演
- 株式会社グレーゾーン・エージェンシー第4話(2020年4月13日、YouTubeOriginal) ‐はじめしゃちょー役

### CM
- YouTube 「好きなことで、生きていく」（2015年6月）[動画 5]
- メイズ・ランナー2（2015年10月）[動画 42]
- 七つの大罪（2016年8月）[動画 43]
- インフォプラス (2018年4月18日 - )
- レゴジャパン (2019年1月5日 - )
- メルカリ・メルペイ（2019年8月）[57]
- ラグナロクマスターズ (2019年9月27日 - )
- コカコーラ (2020年1月6日 - )
- 東京都「キャンペーン」 (2020年4月19日 - )
- menu  (2021年2月 - )
- YouTube 「ちゃんと知ることから、はじめよう。」(2021年9月 - )
- 先輩がうざい後輩の話 （2021年10月 - ）
- 出前館（2021年11月 - ）「ソーリョー節」篇、「それ地球にいるうちに言ってよ」篇（HIKAKINと共演[58])
- 富士急ハイランド（2021年11月）
- Yogibo（2022年4月 - ）「はじめしゃちょー」篇[59]
- ソニック ザ ムービー/ソニックVSナックルズ  (2022年7月)
- イオン  (2022年9月 - )
- 転生したらスライムだった件  (2022年11月 - )
- 動画クリエイター展  (2022年12月 - )
- MIXI「タワーオブスカイ」（2023年8月 - ）[60]
- PokemonGO （2023年8月 - ）
- FINAL FANTASY XLV  （2024年6月 ‐ ）「ハロー、ヒカセンです」篇、「2人ともやられた」篇、「いい写真だ」篇（HIKAKINと共演）
- バンドルカード （2024年12月 - ）「はじめしゃちょー 足ツボ耐久で大絶叫 今月ピンチ」篇、「はじめしゃちょー 足ツボ耐久で大絶叫 上限コントロール」篇、「はじめしゃちょー お金を使いすぎる悩み 今すぐ欲しい」篇、「はじめしゃちょー お金を使いすぎる悩み 上限コントロール」篇、「はじめしゃちょー お悩み相談室 クレカ持ってない」篇、「はじめしゃちょー お悩み相談室 節約」篇[61]
- ホワイトアウト・サバイバル （2025年4月 - ）
- 日本遊技機工業組合『KIBUN PACHI-PACHI委員会』（2025年4月 - ）「集結」篇、「潜入ミッション」篇[62]

### 声優
- 紙兎ロペ（2016年11月29日、2017年2月6日、フジテレビ系列） - しゃちょー（ライオン）役[63]
- ベイブレードバースト ガチ 第1話（2019年4月5日、テレビ東京系列） - はじめ 役
- 遊☆戯☆王SEVENS（2020年4月 - 2022年3月、テレビ東京系列） - ゴーハ社長 役[64]
- Dr.STONE 第2期最終話（2021年3月25日、TOKYO MXほか） - 漫画家 役[65]
- 遊戯王ゴーラッシュ！！ (2023年6月11日、テレビ東京)
- 遊戯王SEVENS 素敵なジュラシック (2024年1月5日、BSテレ東)

### イベント
- ミッション:インポッシブル/ローグ・ネイション ジャパンプレミア（2015年8月3日）[66]
- 東京ゲームショウ（2015年[67]、2016年[68]、2020年、2021年、2022年、2023年)
- MOONSTAR presents第1回脱獄ごっこグランプリ(2021年2月13日)
- 17LIVE×はじめしゃちょー&畑 チャンネル出演者募集プロジェクト (2021年11月15日)
- はじめしゃちょー&川崎ブレイブサンダース presents DREAM GAME2022〜クリエイター最強チームがプロバスケチームに挑んでみた〜(2022年8月30日)
- ONE DAY CHALLENGE (2023年5月21日)
- NAGASAKE STIDIUM CITY 前夜祭 (2023年11月14日〜19日)
- はじめんGO コミュニティデイ2023‐2024 (2023年12月9日、2024年1月20日、2月17日)
- ポケモンカードゲームバトルツアー 東京・秋葉原ステージ (2024年1月13日)
- はじめしゃちょーNURO 光で生対戦 (2024年1月27日)
- 海外留学イベント (2024年4月20日)

## 書籍
- はじめしゃちょー Photo Book[69]（2015年8月26日発売、講談社）ISBN 978-4-06-364972-7
- はじめしゃちょー Photo Book -卒業-[70]（2016年7月21日発売、講談社）ISBN 978-4-06-364995-6

### 協力
- 桂シリマル「はじめしゃちょーのユーチューバーな日常」（講談社）
  1. 2016年12月22日 ISBN 978-4-06-393132-7
  2. 2017年2月14日 ISBN 978-4-06-393145-7
  3. 2017年7月21日 ISBN 978-4-06-393246-1
  4. 2018年2月14日
    - 通常版 ISBN 978-4-06-511042-3
    - 特装版 ISBN 978-4-06-511041-6 ※スクールカレンダーPhoto Book付属